# Скорей бы воскресенье!
«Горячо в воскресенье!» или «Горячее воскресенье» — в советском прокате: «Весёленькое воскресенье» (фр. Vivement dimanche!), — последний фильм Франсуа Трюффо.

## Сюжет
Фильм иронично обыгрывает стандартные моменты детективных сюжетов: смышлёная секретарша, тайно влюблённая в своего босса, легко ставит в тупик преступников и полицию; хитрыми таинственными противниками оказываются то аббат, то кассирша кинотеатра, а в качестве главного преступника выступает похотливый (хотя и внешне благовоспитанный) адвокат.

## В ролях
- Фанни Ардан — Барбара Бекер
- Жан-Луи Трентиньян — Жюльен Версель
- Жан-Пьер Калфон — аббат Массульё
- Филипп Лоденбак — мэтр Клеман
- Филипп Морье-Жену — Сантинелли
- Жан-Луи Ришар — Луизон
- Каролин Сиоль — Мари-Кристин Версель
- Аник Белобр — Паула Дельвек
- Джордж Кулурис — Лабланш
- Ксавье Сен-Макари — Бертран Фабра, бывший муж Барбары
- Кастель Касти — водитель такси
- Паскаль Пеллегрин — секретарь
- Ролан Тено — Жамбро
- Пьер Гар — инспектор Пуверт
- Жан-Пьер Кохут-Свелько — албанец

## Номинации
- 1984. Премия «Сезар»
  - Лучший режиссёр — Франсуа Трюффо
  - Лучшая женская роль — Фанни Ардан
- 1984. Премия BAFTA
  - Лучший фильм на иностранном языке